# Puski
Koordinaten: 58° 55′ N, 22° 26′ O

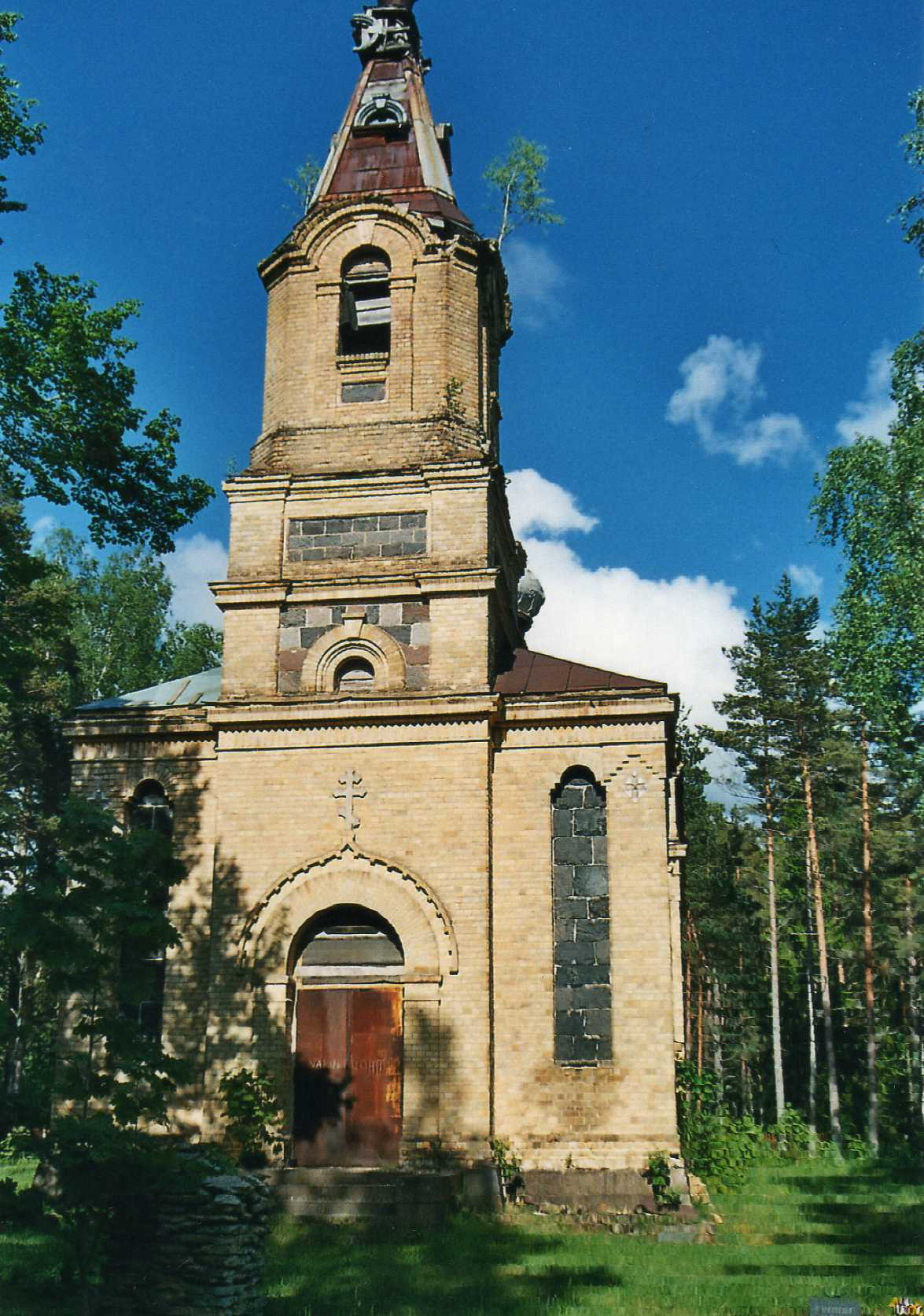
Ruinen der orthodoxen Kirche von Puski

Puski ist ein Dorf (estnisch küla) in der Landgemeinde Hiiumaa (2013 bis 2017: Landgemeinde Hiiu, davor Landgemeinde Kõrgessaare) auf der zweitgrößten estnischen Insel Hiiumaa (deutsch Dagö).

## Beschreibung
Puski (deutsch ebenfalls Puski, schwedisch Buskby bzw. Buskas) liegt 22 Kilometer südwestlich der Inselhauptstadt Kärdla (Kertel).
Der Ort hat nur noch einen ständigen Einwohner (Stand 31. Dezember 2011). Bis Ende der 1930er Jahre war die Einwohnerschaft in Puski relativ groß. Mit dem Zweiten Weltkrieg und der anschließenden militärischen Nutzung Hiiumaas durch die Rote Armee bis Anfang der 1990er Jahre ging die Bevölkerung dann stark zurück.

## Christi-Geburt-Kirche
Wahrzeichen des Ortes ist die orthodoxe Christi-Geburt-Kirche.
1884 traten im Zeichen der Russifizierung Estlands etwa 700 Bewohner der Region vom lutherischen zum russisch-orthodoxen Glauben über.
Die Kirche wurde zwischen 1889 und 1891 in einem stillen Kiefernwald nach Plänen des Architekten K. Nyman errichtet. Sie war eine der vier orthodoxen Kirchen Hiiumaas, die in der Zeit der Russifizierung erbaut wurden.
Das Gotteshaus wurde bis 1951 genutzt, bis es von den sowjetischen Besatzungsbehörden geschlossen wurde. Danach verfiel es und ist heute nur noch Ruine. Neben der Kirche befindet sich der historische Friedhof des Ortes. Er ist 1,7 Hektar groß.
Zur selben Zeit wie die Kirche wurde eine orthodoxe Kirchspiel-Schule in Puski erbaut. Das Gebäude ist heute ebenfalls verfallen.